# 天主教都柏林總教區
天主教都柏林總教區（拉丁語：Archidioecesis Dublinensis）是羅馬天主教在愛爾蘭东部的一個教省總教區，座堂位於都柏林的聖母無原罪代座堂。总教区的领导人是都柏林大主教，他同时兼任圣玛利亚临时主教座堂的牧师和都柏林教省的都主教。1152年正式升為總教區。总教区的第二名大主教圣劳伦斯·奥图尔同时也是总教区的主保聖人。
现任大主教德莫特·法雷尔是2020年12月29日被指定，2021年2月2日上任的 。

## 教省和地理范围
都柏林教省是爱尔兰天主教在爱尔兰的四个教省之一，其它的三个教省分别为阿马教省、卡舍尔教省和蒂厄姆教省。教省的范围包括都柏林市、历史上都柏林郡所辖地区（包括今天芬戈郡、南都柏林郡和鄧萊里-拉斯當郡）、威克洛郡大部分地区以及基尔代尔郡、卡洛郡、韦克斯福德郡和萊伊什郡部分地区。
除都柏林市（包括邓莱里、塔拉和馬拉海德）外都柏林教省还包括一些比较大的城市：阿克洛、巴爾布里根、布雷、塞爾布里奇、格雷斯通斯、萊克斯利普、梅努斯和索兹等。它管理的总面积有2825平方千米。下辖教区包括弗恩斯教区、基爾代爾暨利林教區和奧索里教區。

## 历史

### 设立教省前
在设立教区前很久时间里都柏林地区就已经是基督教地区了。在教省境内格倫達洛、索兹、塔拉等多地有过去著名的教堂和修道院遗迹。这些遗迹说明当时教会生活有多么活跃。一些这些教堂和修道院成为“首教堂”，尤其格倫達洛的修道院地位显著。
在大居民点的修道院教堂尤其拥有很大的权威。当时虽然有主教，但是没有今天的教区或教省。在许多情况下修道院院长兼任主教职。虽然在古董上早在633年就提到“都柏林主教”，但是都柏林教区最早是1038年开始的。当有组织的教区在爱尔兰开始设立时所有今天的爱尔兰教区，包括都柏林教区，全部属于格倫達洛教区。

### 丹人都柏林教区
诺斯人都柏林国王西特里克背叛基督教，重新信奉诺斯人原始的宗教，但是他的儿子戈弗雷德·马克·西特里克943年又重新信奉基督教。此后柏林王国希望设立他们自己的主教。尤其11世纪辛格特格·西尔克伯德统治时他亲自去罗马朝圣。1028年他派他指定的主教候选人去坎特伯雷参加祝圣仪式，新主教的教区位于都柏林城墙内的一小块地区里，直到1074年都柏林主教的教区始终在那里。这个新教区并不是爱尔兰教会的一部分，而是诺斯人坎特伯雷教省的一部分。1028年辛格特格还下令建造都柏林基督教会座堂，并下令使用一些领地的收入来资助教堂的建造和维护。
1111年教宗授令利默里克主教召开教会会议，确定爱尔兰分24个教区。都柏林没有被列入这24个教区中，它应该属于格倫達洛教区。但是丹人的主教继续存在，而且依然律属于坎特伯雷。

### 1152年教会会议和提升
1151年教宗恩仁三世下令在爱尔兰设立4个教省，在每个教省设立一名都主教。1152年在教会大会上决定设立一直延续至今的4个教省，它们的范围也基本上保持到今天。
1214年蒂厄姆大主教写了一份文献里说都柏林有两名主教，其中直接住在市内的主教的教区范围只限于城墙内的一小块地方，而周围山区里还有一个主教，他自称是格倫達洛主教。但是他也在最好的城市都柏林布道，因此这座城市当时分裂，蒂厄姆大主教认为其中的一个主教应该归属到教省中去。都柏林郡北部的地区被划分给格倫達洛教区，而格倫達洛教区则属于都柏林教省。新教省由40个牧区组成，老的高级修道院里的院长管理这些牧区。都柏林与英格兰教会比如与坎特伯雷的所有依附性全部取消。

### 早期
首任大主教格里高利在兰贝斯参加祝圣仪式。他的辅佐司教是基尔代尔主教、奧索里主教、莱林主教、弗恩斯主教和格倫達洛主教。总教区的第2任总主教是圣劳伦斯·奥图尔，他从1161年到1179年任总主教，此前他是格倫達洛修道院院长，1162年他还被选为格倫達洛主教。他任职期间教会在都柏林的影响扩大，更多宗教兄弟会从欧洲大陆来到爱尔兰。为了管理这些新来的修道会总主教在基督教会座堂设立了专门的管理部门。在此后数世纪在爱尔兰影响深重的圣玛丽修道院就是当时设立的，一开始它是一个本笃会修道院，后来改为熙笃会修道院。

### 诺曼人时期
諾曼人到达爱尔兰使得爱尔兰的政治情况剧变，英格兰国王对爱尔兰的影响大幅度提高。圣劳伦斯·奥图尔的后任是诺曼人，此后一直到英格兰宗教改革时期都柏林的总主教不是诺曼人就是英格兰人。1185年格倫達洛主教死后教宗批准把都柏林和格倫達洛主教合并的请求。1216年在教宗依諾增爵三世的允许下合并完成，这个合并保持至今。
1191年都柏林获得了又一座大教堂聖派屈克大教堂，它建造在城墙外。建造它的大主教希望以此抛弃市政府的限制，获得他自己的行动自由。他还为自己建造了一座宫殿和在斯沃司建造了一座城堡。圣玛丽修道院院长的城堡在多基附近，从那里他可以向所有进口商品收税。当时多基是一个繁忙的贸易港口。
都柏林市外和都柏林外的镇上当时也有牧区教堂。今天这些教堂废墟的墙壁看上去显得很小，但是当时城外的人口很稀疏，因此他们的教堂也非常简陋，许多教堂的顶是茅草顶。
中世纪总教区里有许多人去朝圣，除格倫達洛外还有人去米斯郡特里姆的圣母圣坛去朝圣。也有人去国外朝圣，比如去罗马，或者去西班牙聖地亞哥-德孔波斯特拉雅各的主教坐堂。他们的出发点是圣雅各教堂，从那么他们聚集从圣雅各城门出城。

### 宗教改革时期
1534年托马斯·菲茨杰拉德暴乱时期里大主教被杀。1538年亨利八世被革除教籍，1542年爱尔兰议会选他为爱尔兰国王。直到1555年玛丽一世统治时期罗马才又任命一名大主教。英格兰宗教改革的过程多次变换，1570年教宗庇護五世发表教宗诏书《在至高处统治》,教宗与英格兰教会的关系彻底决裂。在爱尔兰教堂和其它财产全部被交给英格兰教会，牧师躲藏，保留罗马天主教信仰的人无法正常从事宗教生活。
都柏林市内外均有多名殉教者。
18世纪末迫害减轻后开办了许多布道屋。一些这些布道屋被标注在地图上，至今为止在一些地区还有“布道路”的记忆。这些布道屋的建筑非常简单，泥墙草顶，内部的装饰也非常简陋，正如圣经里所说的“王出生在牲畜圈里，他的朝廷在小棚里”。

### 18和19世纪
随着迫害减轻在18和19世纪里天主教教会逐渐重建和复苏。1800年代里新的修道院形成。
丹尼爾·歐康諾领导了多项恢复天主教教徒宗教自由的活动。
天主教的重建也导致传教活动的展开。

### 现代
从1950年代至今信徒的数量增高了100万多，牧区的数量增高到200。

## 現況

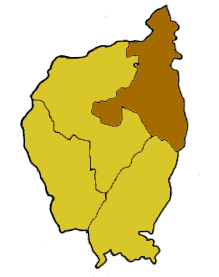
都柏林總教區管轄範圍圖

範圍包括都柏林郡全部、威克洛郡幾乎全部、基爾代爾郡大部，以及萊伊什郡、韦克斯福德郡和卡洛郡的一部。在1770和1780年代里大主教发布命令在教省里所有布道必须使用爱尔兰语和英语，这也是普通人普遍使用的语言。
2006年，在當地1,291,599人口中，有教友1,087,361人，佔轄區總人口84.2%、200個堂區、1,432名司鐸、1名執事、1,229名修士、2,662名修女。現任總主教為德莫·瑪爾定，榮休輔理主教為雷蒙·W·菲爾德和愛德門·奧利維·沃爾什。總主教也是愛爾蘭首席主教。

## 附屬教區
附屬教區有教區弗恩斯教區、基爾代爾暨利林教區及奧索里教區。此后施加的处罚法律对天主教徒进行长期迫害，对英格兰和爱尔兰的天主教教会带来巨大破坏。

## 管理
总教区的领导人为

1. 大主教，由3名輔理主教协助，每位輔理主教有他们各自的領銜教區
2. 副主教
3. 2名主教代牧
4. 1名牧师牧师
5. 1名宗教牧师和
6. 1名资深神职人员

此外总教区还有一个牧师议会和不同的咨询委员会。

### 神职人员集会
教省的神职人员集会依然存在。爱尔兰的教会曾经有两个集会，而罗马天主教教会现在只有一个，它是从聖派屈克大教堂的神职人员集会流传下来的。1539年到1541年基督教会座堂重新设立时它没有设立自己的神职人员集会。今天改集会的主要作用是仪式性的和参谋性的。
集会由32名法政牧師、4名教会官员、2名會吏長、26名预备牧师和24名预备神职人员组成。

### 管理
总教区的管理机构位于大主教楼及其周边的建筑。管理机构包括教区办事处、牧师办公室、宗教办公室、人事办公室、财政秘书处和教育秘书处、通讯和公共事务办公室以及总教区档案馆。此外还有协助开发和仪式的部门以及不断发展牧师和牧区的活动。教会小组也是管理机构的一部分。
每个牧区有一个牧区议会和一个牧区财政委员会。

### 祭司
总教区有约700名祭司，其中约四分之一由修道会支付。大多数祭司管理牧区，少数是管理人员或者从事总教区的特殊项目。

## 其它服务
除总教区内200个牧区的工作外总教区还有一些中央的服务。其中包括社会服务和青少年服务。社会服务也包括预防毒品项目。
总教区还有一个婚姻咨询的机构。
总教区还有一个独立的儿童保护服务。